# Дуброво (Улейминское сельское поселение)
Дуброво — село в Угличском районе Ярославской области России, входит в состав Улейминского сельского поселения.

## География
Расположено на берегу речки Воржехоть в 2 км на юго-запад от центра поселения села Улейма и в 12 км к югу от Углича.

## История
Каменная церковь в селе двухэтажная: нижняя церковь построена в 1783 году, а верхняя в 1800 году на средства прихожан. Престолов в ней было пять: в настоящей верхней холодной — во имя Владимирской Божией Матери, в приделе настоящей верхней холодной церкви — во имя Казанской Божией Матери, в настоящей нижней теплой — во имя св. и чуд. Николая, по правую сторону оного — во имя Всех Святых, по левую сторону — св. муч. Параскевы.
В конце XIX — начале XX село входило в состав Улейминской волости Угличского уезда Ярославской губернии.
С 1929 года село входило в состав Улейминского сельсовета Угличского района, с 2005 года — в составе Улейминского сельского поселения.

## Население
| 1859 | 2007 | 2010 |
| ---- | ---- | ---- |
| 93   | ↘14  | ↘13  |

### Известные жители
- Ираклий (1875—1938) — епископ Пензенский (1937—1938).

## Достопримечательности
В селе расположена действующая Церковь Владимирской иконы Божией Матери (1800).